# Pixbo IBK
Pixbo IBK ist ein schwedischer Unihockeyverein aus Mölnlycke bei Göteborg, dessen Männer- und Frauenmannschaft seit 2013/14 in den höchsten schwedischen Ligen spielen.
Seine Heimspiele trägt der Verein in der 2021 fertiggestellten Wallenstam Arena in Mölnlycke aus.

## Geschichte
Pixbo wurde offiziell am 20. März 1981 gegründet. Der Aufstieg in die höchste Spielklasse gelang zur Saison 1989/90. Momentan hat man über 800 Mitglieder und verfügt über ein erfolgreiches Damen- und Herren-Floorballteam in der SSL. Im Jahre 1998 änderte man den Vereinsnamen von Pixbo IBK in Pixbo Wallenstam IBK. 
Wallenstam ist ein großes schwedisches Unternehmen, das den Verein seit 1997 sponsert. Wallenstam hat sich mittlerweile wieder aus dem Vereinsnamen verabschiedet, bleibt aber Hauptsponsor. Seit 2023 heißt der Verein wieder Pixbo IBK.
Beim Champions Cup 2025 gingen erstmals beide Titel (Männer und Frauen) an denselben Verein.

## Erfolge
Herren:
- 2-mal Schwedischer Meister (2001/02 und 2002/03)
- 1-mal Europacup- bzw. Champions-Cup-Sieger (2003/04 und 2025)
- 1-mal Schwedischer Ligacup (2008)
- 2-mal Champy Cup: 2011, 2012

Frauen:
- 1-mal Schwedischer Meister (2015/16)
- 2-mal Champions-Cup-Sieger (2016 und 2025)

## Bekannte Spieler
- Sara Hjorting (* 1986) (nicht mehr aktiv)
- Isabell Krantz (* 1989) (nicht mehr aktiv)
- Lara Heini (* 1994)
- Eliska Krupnova (* 1993)

- Niklas Jihde (* 1976) (nicht mehr aktiv)
- Henrik Quist (* 1981) (nicht mehr aktiv)
- Martin Östholm (* 1988)
- Jakob Heins (* 2004)